# Sonny Boy (film, 1989)
Pour les articles homonymes, voir Sonny Boy.
Pour plus de détails, voir Fiche technique et Distribution.
Sonny Boy (italien : Il dono del silenzio) est un film dramatique italo-américain réalisé par Robert Martin Carroll, sorti en 1989.

## Synopsis
Deux voleurs de voitures se retrouvent avec un bébé sur le siège arrière. Ils le baptisent alors Sonny Boy et l'élèvent en cage.

## Fiche technique
- Titre original et français : Sonny Boy
- Titre italien : Il dono del silenzio
- Réalisation : Robert Martin Carroll
- Scénario : Graeme Whifler et Peter Desberg
- Pays de production :  États-Unis -  Italie
- Format : Couleurs - 2,35:1 - Dolby
- Genre : drame
- Date de sortie : 1989

## Distribution
- David Carradine : Pearl
- Paul L. Smith : Slue
- Brad Dourif : Weasel
- Conrad Janis : Doc Bender
- Sydney Lassick : Charlie P.
- Alexandra Powers : Rose